# Tangen
Tangen est un village de la municipalité de Stange du comté d'Innlandet en Norvège.

## Description
Le village est situé dans le comté d'Innlandet et appartient à la municipalité de Stange. Il est situé près des rives du grand lac Mjøsa, à environ douze kilomètres (7,5 mi) au sud du village de Stangebyen à une altitude de 166 m. Le petit village d'Espa se trouve à environ cinq kilomètres (3,1 mi) au sud de Tangen.
Le village de 0,6 km2 (150 acres) a une population en 2022 de 517 habitants et une densité de population de 868 habitants par kilomètre carré.
La ligne de chemin de fer Dovrebanen traverse le village et s'arrête à la gare de Tangen. L'autoroute européenne E6 longe le côté est de Tangen.

## Étymologie
L'étymologie du nom de ce village vient du mot norvégien « Tange » qui signifie pointe ou promontoire. Tangen signifie « Av tange (odde) som stikker ut i Mjøsa » autrement dit « Du promontoire (pointe) qui s'avance dans Mjøsa ».

## Personnalités liées à la commune
- Odvar Nordli (1926-2018), ancien premier ministre norvégien (1976-1981) est né et a grandi à Tangen.